# Tour d'Autriche 2011
La 63e édition du Tour d’Autriche a eu lieu du 3 juillet au 10 juillet 2011 sur 8 étapes courues entre Dornbirn et Vienne pour une distance totale de 1 136,90 km. La victoire finale est revenue à Fredrik Kessiakoff, premier Suédois à remporter l’épreuve depuis 1957.

## Classement général
| 1.  | Fredrik Kessiakoff | Astana       | en | 26 h 59 min 26 s |
| 2.  | Leopold König      | NetApp       | +  | 2 min 28 s       |
| 3.  | Carlos Sastre      | Geox-TMC     |    | 3 min 05 s       |
| 4.  | Thomas Rohregger   | Leopard-Trek |    | 3 min 59 s       |
| 5.  | Denis Menchov      | Geox-TMC     |    | 4 min 02 s       |
| 6.  | Mauro Santambrogio | BMC Racing   |    | 4 min 34 s       |
| 7.  | Morris Possoni     | Sky          |    | 4 min 36 s       |
| 8.  | Jan Bárta          | NetApp       |    | 4 min 46 s       |
| 9.  | Geoffroy Lequatre  | RadioShack   |    | 4 min 59 s       |
| 10. | Andrey Mizourov    | Astana       |    | 5 min 09 s       |